# Grafton (New Hampshire)
Pour les articles homonymes, voir Grafton.
Grafton est une ville du comté de Grafton dans l'État du New Hampshire, au nord-est des États-Unis d’Amérique. La commune compte 1 138 habitants en l’an 2000.
Grafton a été un centre actif pour les libertariens dans le cadre du Free Town Project, une émanation du Free State Project. L'attrait de Grafton en tant que destination favorable est dû à l'absence de lois de zonage et à un taux d'imposition foncier très bas. Grafton a fait l'objet d'un mouvement initié par des membres du Free State Project qui cherchaient à encourager les libertariens à s'installer dans la ville. Après une série de procès intentés par des habitants de l'État, suite à un afflux de délinquants sexuels, une augmentation de la criminalité et les premiers meurtres de l'histoire de la ville, le projet libertarien a pris fin en 2016.[réf. nécessaire]